# La casa sul lago del tempo
(Tagline del film)
La casa sul lago del tempo (The Lake House) è un film del 2006 diretto da Alejandro Agresti e interpretato da Sandra Bullock e Keanu Reeves, che recitano insieme dopo 11 anni dalle riprese della pellicola Speed.
È un remake di Si-wor-ae, girato nel 2000 dal regista coreano Lee Hyun-seung.

## Trama
Siamo nel 2006. La dottoressa Kate Foster sta lasciando la casa sul lago che aveva affittato a Kenosha, nel Wisconsin, per trasferirsi a Chicago. Kate lascia un messaggio nella cassetta postale al futuro inquilino, fornendo il suo nuovo indirizzo postale e informandolo che le impronte delle zampe sul pontile erano già presenti al suo arrivo.
Alex Wyler, un architetto giovane e talentuoso, arriva alla casa sul lago e trova una lettera scritta da Kate nella cassetta della posta. La casa sul lago ha un significato speciale per Alex perché era stata progettata proprio da suo padre Simon, anche lui architetto, che aveva dato priorità alla propria carriera rispetto alla famiglia. La casa, attualmente in fase di ristrutturazione, appare deserta e priva di impronte. Tuttavia, con sorpresa di Alex, un cane appare all'improvviso e lascia impronte fresche esattamente dove Kate aveva scritto che ci sarebbero state. Perplesso, Alex si chiede come Kate potesse sapere delle impronte, considerando che nessuno aveva occupato la casa fino al suo arrivo, quindi le invia un messaggio e decide di prendersi cura del cane.
A San Valentino del 2006, dopo aver assistito a un incidente stradale e aver tentato senza successo di salvare la vita di un uomo investito da un autobus, Kate torna alla casa sul lago dove trova la lettera di Alex e gli risponde.
La corrispondenza in corso tra Alex e Kate tramite la casella di posta svela gradualmente una sorprendente rivelazione: una differenza spazio temporale di due anni costituisce una barriera insormontabile che separa le loro vite interconnesse (Alex vive nel 2004, Kate nel 2006). Lo scambio delle lettere determina alcune circostanze particolari. Alex trova il libro Persuasione di Jane Austen sulla panchina in una stazione ferroviaria dove Kate gli aveva scritto di averlo perso e Kate viene condotta da Alex in un tour a piedi nei suoi luoghi preferiti a Chicago, attraverso una mappa che le aveva lasciato nella cassetta postale. In seguito, Alex conosce per caso Morgan, il ragazzo di Kate, che lo invita ad una festa. Alex cerca di avvicinarsi alla ragazza, ma non menziona il loro scambio di lettere perché per lui l'incontro avviene nel presente, mentre per Kate lui è un semplice sconosciuto, ma i due, in un momento molto intimo, si scambiano un bacio, venendo sorpresi da Morgan. Quello stesso giorno due anni più tardi (quindi nel 2006) Kate ricorda di aver già conosciuto Alex, rinfacciandogli di essere stato codardo nel non volerla avvisare del loro scambio di lettere che per lei avverrà due anni più tardi. A quel punto, i due progettano di incontrarsi nel futuro: Alex prenota un tavolo presso un ristorante due anni in anticipo ma Kate, presentatasi all’appuntamento (che per lei è stato organizzato solo un giorno prima), resta delusa quando Alex non si presenta. Devastata, Kate chiede ad Alex, che non si capacita di come sia possibile che egli non si sia presentato all’appuntamento, di interrompere ogni futura corrispondenza, per cui entrambi procedono con le loro vite individuali, apparentemente dimenticandosi l’uno dell’altra, ma Alex, dopo aver consegnato le chiavi della casa sul lago a Morgan, al quale affida anche le cure del cane Jack, si trasferisce a Chicago, trasferendosi in un appartamento che due anni dopo sarà occupato proprio da Kate. 
Due anni dopo, nel 2008, Kate decide di andare a vivere con il suo ex Morgan, traslocando in un appartamento (proprio quello di Alex) da ristrutturare ed è in questa occasione che Kate rinviene, tra le assi del pavimento, il libro Persuasione di Jane Austen che Alex aveva recuperato nel 2004 sulla panchina della stazione. Kate e Morgan si rivolgono così ad un architetto ed il caso vuole che si tratti del fratello di Alex, Henry, ma un progetto della casa sul lago affisso sulla parete dello studio attira però l'attenzione di Kate. Henry la informa che l'autore era suo fratello Alex, e Kate si rende quindi conto che è la stessa persona con la quale era in contatto. Chiedendo al fratello come potersi mettere in contatto con Alex, Kate scopre orribilmente che Alex ha perso la vita in un incidente stradale esattamente due anni prima, il giorno di San Valentino del 2006. A quel punto Kate comprende non solo quale fosse la causa che gli aveva impedito di presentarsi al loro appuntamento, ma anche che è proprio lui l'uomo tragicamente morto investito dal pullman nella giornata di San Valentino di due anni prima. 
Sperando in un miracolo, Kate corre alla casa sul lago per spedire una tempestiva lettera ad Alex in cui gli esprime tutto il suo amore per lui, avvisandolo di non incontrarla quel giorno di San Valentino ma di aspettare altri 2 anni, dandosi appuntamento alla casa sul lago. Temendo di essere arrivata troppo tardi Kate cade in ginocchio disperata, ma Alex, che invece ha letto il biglietto, la raggiunge alla casa sul lago, dove i due finalmente si incontrano.

## Riconoscimenti
- 2006 - Teen Choice Awards
  - Miglior bacio a Keanu Reeves e Sandra Bullock
  - Nomination Miglior reunion a Keanu Reeves e Sandra Bullock

## Incassi
Nel suo fine settimana di apertura, il film ha incassato un totale di 13,6 milioni di dollari, al quarto posto negli Stati Uniti per incassi più alti. A partire dal 1º ottobre 2006, il film ha incassato 52 330 111 milioni $ sul mercato interno e 114 830 111 milioni $ in tutto il mondo.
Il 26 settembre 2006, il film è diventato il primo ad essere contemporaneamente pubblicato in DVD, Blu-ray Disc e HD DVD (per gentile concessione di Warner Home Video).

## Produzione
Il film è ambientato e girato nella zona di Chicago. Le scene in centro sono state girate a Chicago Loop. La scena in cui Kate e Morgan vanno nello studio di architettura, e la drammatica uscita di Kate giù per le scale sono state girate alla Chicago Architecture Foundation. Le scene a casa di Morgan, la stazione ferroviaria, e quando Alex insegue il cane Jack attraverso un ponte sono tutte state girate a Riverside, nell'Illinois, una cittadina alla periferia di Chicago, famosa per le sue case storiche, e per i diversi edifici di Frank Lloyd Wright. La stazione ferroviaria nel film è la vera stazione di Riverside, e il ponte che attraversa Alex a caccia di Jack è chiamato "Swinging Bridge" dai residenti di Riverside. La casa sul lago è stata costruita per il film, e poi smantellata.

## Slogan promozionali
- «L'unico uomo che non potrò mai incontrare, lui è quello al quale vorrei dare il mio cuore».[3]
- «A volte mi sembra di essere invisibile, non mi sono mai sentita così quando abitavo nella casa sul lago. Il posto nel quale più mi sono sentita me stessa».[3]
- «E se ti innamorassi di qualcuno che non hai mai incontrato?».[1]
- «Kate, hai mai letto Persuasione? È di Jane Austen?».[4][5]

## Colonna sonora
Un album contenente la colonna sonora del film è stato pubblicato nel 2006.
- "This Never Happened Before" - Paul McCartney
- "(I Can't Seem To) Make You Mine" - The Clientele
- "Time Has Told Me" - Nick Drake
- "Ant Farm" - Eels
- "It's Too Late" - Carole King
- "The Lakehouse" - Rachel Portman
- "Pawprints" - Rachel Portman
- "Tough Week" - Rachel Portman
- "Mailbox" - Rachel Portman
- "Sunsets" - Rachel Portman
- "Alex's Father" - Rachel Portman
- "Il Mare" - Rachel Portman
- "Tell Me More" - Rachel Portman
- "She's Gone" - Rachel Portman
- "Wait For Me" - Rachel Portman
- "You Waited" - Rachel Portman
- "I Waited" - Rachel Portman

Altri brani che compaiono nel film, ma non inclusi nella colonna sonora, sono:
- "I Wish You Love" - Rosemary Clooney
- "There Will Never Be Another You" - Rosemary Clooney
- "Pink Moon" - Nick Drake
- "La noyée" - Carla Bruni
- "Sentimental Tattoo" - Jukebox Junkies
- "Chiamami Adesso" - Paolo Conte
- "When It Rains" - Brad Mehldau
- "Young at Heart" - Brad Mehldau
- "Almost Like Being In Love" - Gerry Mulligan
- "O Pato" - Stan Getz
- "A Man and A Woman" - Sir Julian
- "Bitter" - Meshell Ndegeocello

Il trailer del film include anche la canzone "Somewhere Only We Know" del gruppo Keane.

## Critica
Secondo il sito Rotten Tomatoes, un terzo dei critici ha dato al film una recensione positiva. Molti critici hanno espresso la loro insoddisfazione verso la trama. Alex rompe la linea temporale di Kate due volte durante il film, portando alcuni a interpretare gli eventi come un paradosso temporale. Altri critici hanno ignorato i loro dubbi o hanno trovato un motivo per seguire un'unica linea temporale di interpretazione degli eventi. Recensioni positive si sono concentrate sul film, per la cinematografia, per l'uso dell'architettura di Chicago, e la rappresentazione di sentimenti come la solitudine e la separazione.
Su USA Today la critica Claudia Puig ha scritto: «La casa sul lago del tempo è uno dei film più belli degli ultimi anni».
Roger Ebert, ricordando le incongruenze del film, ha scritto: «Non importa, lasciamo stare!» e ha dato una recensione di 3 stelle e mezzo su 4 dicendo: «Quello che risplende nel film è il suo impulso romantico fondamentale». Il 18 agosto 2006, Keanu Reeves e Sandra Bullock hanno vinto un Teen Choice Awards, su due nomination, per il Miglior Bacio.